# Mylagaulus
 (octobre 2023).
Genre
Mylagaulus est un genre fossile de rongeurs de la famille également fossile des Mylagaulidae. Son espèce type est Mylagaulus sesquipedalis.
Mylagaulus a vécu lors du Miocène aux États-Unis en Amérique du Nord.

## Description
Mylagaulus possédait des cornes.

## Liste des espèces
Selon Paleobiology Database et GBIF, quatre ou cinq espèces sont référencées, :
- † Mylagaulus cambridgensis (Korth, 2000)
- † Mylagaulus cornusaulax Czaplewski, 2012 : espèce non référencée dans PaleoDB en 2023
- † Mylagaulus elassos Baskin, 1980
- † Mylagaulus kinseyi Webb, 1966
- † Mylagaulus sesquipedalis Cope, 1878 − espèce type

## Classification
Le nom valide complet (avec auteur) de ce taxon est Mylagaulus Cope, 1878,.

### Publication originale
- [1878] (en) Edward Drinker Cope, « Descriptions of new extinct Vertebrata from the Upper Tertiary and Dakota Formations », Bulletin of the United States Geological and Geographical Survey of the Territories, Washington, vol. 4, no 2,‎ 1878, p. 379-396 (ISSN 2691-6053, lire en ligne, consulté le 5 octobre 2023). .